# Хајнрих фон Ферстел
Фрајхер Хајнрих фон Ферстел (Беч, 7. јул 1828 – Гринцинг, 14. јул 1883) био је аустријски архитекта и професор, који је одиграо кључну улогу у изградњи Беча у другој половини 19. века.

## Живот и дело
Син Игњаца Ферстела (1796 – 1866), банкарског службеника и касније директора Аустријске народне банке у Прагу, Хајнрих се неко време колебао између различитих уметности, али се коначно определио за архитектуру. Од 1847. студирао је на Академији лепих уметности у Бечу код професора Едуарда ван дер Нула и Аугуста Сикарда фон Сикардсбурга. Након година током којих је био на лошем гласу због учешћа у Револуцији 1848, завршио је студије 1850. и ушао у атеље свог ујака Фридриха Аугуста фон Штахеа, где је радио на заветном олтару за капелу Свете Барбаре у Катедрали Светог Стефана у Бечу.
Хајнрих је сарађивао у рестаурацији и изградњи многих замкова, углавном у Чешкој. Дуга путовања у Немачку, Белгију, Холандију и Енглеску развила су у Хајнриху склоности ка романтизму. Међутим, боравак у Италији, где је 1854. послат као стипендиста, развио је у Хајнриху интересовање према ренесансном стилу архитектуре и његово дивљење према Брамантеу. Почео је да користи полихромију уз декорацију графита и теракоте. Ову технику, прилагођену из ране ренесансе и намењену да пренесе потпунији осећај живота, касније је применио у свом пројекту Аустријског музеја примењене уметности.
Још у Италији, добио је награду на такмичењу за пројекат Заветне цркве у Бечу (1855) у конкуренцији од преко 74 архитеката. Заветна црква је саграђена између 1856. и 1879. године. Након Фертелове смрти, Сер Татон Сајкс је предложио Заветну цркву у Бечу као модел за нову Вестминстерску катедралу у Лондону.
Још једно Ферстелово монументално дело које припада истом периоду је седиште Аустријске народне банке, као и Берзе у Бечу које су рађене у стилу ране ренесансе (1856–60). Некадашња зграда бечке Берзе, позната као Палата Ферстел, данас је седиште чувеног Кафе Централ. 
Важније грађевине пројектоване током Фертелових каснијих година су: Палата надвојводе Лудвига Виктора, његова зимска палата у Клесхајму, Палата принца Јохана Другог од Лихтенштајна у Росау код Беча, Палата аустроугарског Лојда у Трсту, али пре свих, Аустријски музеј примењене уметности (завршен 1871), са импозантним аркадним двором. Још један велики Ферстелов пројекат била је главна зграда Универзитета у Бечу (1871–84). 
Ферстел је још радио пројекат реконструкције евангелистичке цркве у Белском у неоготичком стилу (1881–1882). Због техничке грешке, његов дизајн за зграду Рајхстага у Берлину није био изабран. Ферстел је 1866. године постављен за професора Политехничке школе (данашњи Технички универзитет у Бечу), 1871. за главног државног инспектора јавних радова, а 1879. године додељен му је чин Фрајхера.

### Спиртина кућа у Земуну
По Ферстеловом пројекту је 1855. године изграђена Спиртина кућа у Земуну, која је данас седиште сталне поставке Завичајног музеја у Земуну.